# Amelia Shepherd
Le Dr Amelia Shepherd est un personnage de fiction issu de la série télévisée américaine, Private Practice. Ce personnage apparaît également dans la série mère Grey's Anatomy où elle tient désormais un rôle principal à la suite de l'arrêt de Private Practice. En 2020, elle apparaît pour la première fois dans le deuxième spin-off Grey's Anatomy : Station 19. Le personnage est interprété par l'actrice canadienne Caterina Scorsone.

## Épisodes notables
Ces épisodes sont centrés sur Amelia ou sont par ailleurs très instructifs sur sa vie.
- Réveil brutal (3x19)
- Des êtres étranges (7x03)
- Une boucherie ! (8x15)
- Toute dernière fois (5x08)
- Thérapies de groupe (5X09)
- Cœurs brisés (5x15)
- Le Bébé licorne (5x22)
- Prise de risque (6x11)
- Les Raisons du cœur (10x21)
- On oublie tout (11x07)
- Jusqu'à mon dernier souffle (11x13)
- On se rencontre enfin (11x14)
- Lâcher prise (11x22)
- Mariage pluvieux… (12x24)
- Sur la sellette (13x06)
- Ce qui ne tue pas… (14x02)
- Une décision sans appel (14x03)
- Prendre son mal en patience (14x04)
- Bienvenue chez les Shepherd (15x21)
- Se remettre en selle (16x02)
- La famille (16x07)
- Verdict (16x08)
- Chaos (16x11)
- Jeu de piste (16x14)
- Orgueil et priorités (16x17)
- Sourire à la vie (16x21)
- Lettre à ma fille (18x12)

Les épisodes correspondent tous à des épisodes de la série Grey's Anatomy à l'exception de ceux en gras qui correspondent à des épisodes de la série Private Practice.

## Histoire du personnage
Le personnage d'Amelia Shepherd apparaît dans 237 épisodes de l'univers de Grey's Anatomy : 171 fois dans la série mère, 62 fois dans Private Practice et 4 fois dans Station 19.
Amelia est la plus jeune sœur de la famille de Derek Shepherd (Patrick Dempsey) et une ex-toxicomane. Ses intrigues dans les deux séries tournent autour de sa lutte avec sobriété, insouciance et son ambition en tant que neurochirurgien.
Scorsone décrit le voyage «héroïque» de son personnage comme montrant «la renaissance du phénix d'une femme si brisée et traumatisée par la perte et la dépendance».

### Histoire dans Private Practice
Comme l'explique Amelia dans "Au nom de l'amour" (3x22), elle et son frère ont vu leur père se faire abattre dans son magasin alors qu'elle n'avait que cinq ans.
Amelia arrive dans la série dans le cadre d'une histoire impliquant une équipe de neurochirurgiens en visite à Los Angeles pour faire une consultation dans l'épisode de la saison trois "Réveil brutal" (3x19). Elle rejoint l'équipe malgré le fait qu'elle sait qu'elle rencontrera son ancienne belle-sœur, Addison Montgomery. Cependant, Amelia est rapidement virée de l'équipe après qu'elle ai offert à la famille du patient de l'espoir en proposant une chirurgie expérimentale. Le mari de la patiente demande alors à Amelia de pratiquer l'intervention malgré les risques. Son patron, le Dr Geraldine Ginsberg, ne croit pas que la chirurgie fonctionnera, pas plus que Derek Shepherd, le frère aîné d'Amelia.
Amelia demande plus tard à Naomi Bennett une place à Oceanside en tant que neurochirurgien. Dans le final de la saison trois, Amelia opère Maya, la fille de Naomi et Sam. Dès qu'elle termine l'intervention chirurgicale sur Maya, elle est appelée pour effectuer une chirurgie pour réparer les saignements cérébraux de Dell, un autre employé d'Oceanside. Cependant, Dell meurt sur sa table et Amelia est fortement affligée psychologiquement.
Amelia est un personnage complexe qui a dû faire face à ses addictions tout au long de sa vie. Lors du mariage de Charlotte et Cooper, Amelia, alors demoiselle d'honneur, boit accidentellement une gorgée de champagne, pensant qu'il s'agit de la boisson au gingembre qu'elle avait commandée. Bien qu'elle recrache immédiatement le champagne, cet incident provoque à nouveau son envie d'alcool. Amelia décide d'en parler à Charlotte qui lui dit de ne pas considérer ceci comme une rechute car ce n'était qu'un accident. Dans le dos de Charlotte, Amelia recommença à boire et opéra un homme alors qu'elle était ivre. Charlotte le découvre rapidement et révoque les privilèges chirurgicaux d'Amelia à l'hôpital, l'empêchant ainsi d'opérer.
Amelia n'arrive pas à résister à la tentation de l'alcool et finit par se saouler dans un bar. Lorsqu'elle commence à se bagarrer avec une autre femme, elle tombe du bar et s'ouvre  la main. Alors que le barman lui pris ses clés, elle décide d'appeler Sheldon, qui l'a conduit à l'hôpital. Amelia recoud sa propre main, Sheldon ne sachant pas faire. Lorsque Pete doit être opéré du cerveau, elle est appelée pour pratiquer l'intervention. Amelia ignore Charlotte et opère Pete malgré son interdiction d'opérer, affirmant que Pete n'avait pas le temps d'attendre l'autre neurochirurgien. L'opération se déroule avec succès et Amelia demande à Charlotte de lui redonner ses privilèges, ce qu'elle refuse sachant qu'elle avait toujours des problèmes.
Lorsque Addison emménage avec Sam, Amelia a la maison pour elle toute seule et décide d'organiser une pendaison de crémaillère. Elle affirme qu'elle n'a pas bu à la fête, et montre à Charlotte son jeton de 30 jours de sobriété. Charlotte dit qu'elle envisagerait de lui redonner ses privilèges pour opérer. Après une conversation avec Sheldon, Charlotte a demande à Amelia de passer un test alcoolémie qui s'avère être négatif. Charlotte la réintègre ainsi dans l'équipe de l'hôpital. Bien qu'Amelia promet de se rendre à des réunions des alcooliques anonymes, son problème d'alcool n'est pas réglé et le soir-même elle boit entièrement une bouteille de vin en regardant la télévision.
Amelia retourne chez les A.A., déçue d'être de retour au jour 1 de sobriété, réalisant qu'elle avait des choses à perdre dans sa vie. Charlotte, pendant ce temps, continue de surveiller et de vieller sur Amelia, qui ne se prive pas de traiter Charlotte de "pétasse" qu'elle trouve trop strict et trop surveillante. Mais l'alcool n'est pas l'unique addiction d'Amelia, elle tombe également dans la drogue.
Dans la saison 5, elle finit par faire une rechute de drogue avec son fiancé, Ryan Kerrigan et disparaît pendant plusieurs semaines sans donner de nouvelles. Addison décide de la confronter, avec ses collègues, face à sa rechute. Elle décide d'arrêter de se droguer mais touche une dernière fois à la drogue avec son fiancé. Malheureusement, Ryan fait une overdose et meurt. Amelia se réveille à côté de son fiancé alors décédé et apprend plus tard qu'elle est enceinte de son enfant. Cependant, le bébé, qu'Amelia nomme Christopher, naît sans lobe frontal, provoquant sa mort dans les bras d'Amelia peu de temps après sa naissance. Amelia fait don de tous les organes de Christopher afin que sa mort ne soit pas vaine.

### Histoire dans Grey's Anatomy

#### En tant qu'invitée
Elle est apparue dans le troisième épisode de la septième saison de Grey's Anatomy où Amelia et Derek ont commencé à se réconcilier. Elle reprit son rôle dans le quinzième épisode de la huitième saison, travaillant sur un cas neurologique avec Lexie Grey, interprété par Chyler Leigh. Dans cet épisode, Amelia se dispute à nouveau avec Derek à propos d'une opération, cette fois qui concerne la mère du fils de Cooper, qui a une tumeur au cerveau.
Après la fin de Private Practice en janvier 2013, le personnage d'Amelia rejoint la série mère. Au cours de la saison 10, elle apparaît dans les quatre derniers épisodes de la saison, rendant visite à son frère Derek et sa femme Meredith Grey dans leur maison à Seattle et les aidant à prendre soin de leurs enfants. Auparavant, elle n'était apparue que pour des apparitions le temps d'un épisode dans la série lorsque les intrigues se croisaient durant des crossovers entre les deux séries.

#### En tant que personnage principal
Le 23 juin 2014, Scorsone et son personnage ont rejoint la distribution principale de la saison onze, qui commença à être diffusée en septembre 2014.
Dans la onzième saison, Amelia, qui a mis fin à ses fiançailles avec James Peterson, commence à flirter avec Owen Hunt (Kevin McKidd). Cependant, après la mort de Derek, Owen part pour une opération avec l'armée. Il revient plus tard et aide Amelia à faire le deuil de la perte de son frère. La douzième saison voit la romance d'Amelia et d'Owen se développer davantage, alors qu'Amelia en veut toujours à Meredith qui a débranché Derek avant qu'elle ne puisse lui dire au revoir. La relation entre les deux femmes évoluera à partir de la saison 13, Meredith et Amélia se considérant alors réellement comme des sœurs. Meredith dira dans la saison 15, lorsqu'elle parle à Teddy Altman  (Kim Raver), qu’Owen est son ami et qu'Amélia est sa sœur. Elle est également en colère contre Miranda Bailey (Chandra Wilson) qui embauche Penny Blake (Samantha Sloyan), l'un des médecins en charge de Derek le jour de sa mort. Plus tard, elle épouse Owen mais a d'importants doutes au moment de se rendre à la cérémonie. La treizième saison voit le mariage d'Amelia et d'Owen rencontrer des problèmes lorsque le désir d'enfant d'Owen ramène des souvenirs à Amelia à propos de la mort de son fils, Christopher. Ils divorcent au début de la quatorzième saison, après l'ablation de la tumeur cérébrale d'Amelia, expliquant une partie de son comportement erratique à la fin de la treizième saison. À la fin de la quatorzième saison, Amelia aide une adolescente toxicomane nommée Betty et son fils de six mois, Léo. Owen adopte finalement Léo, et Betty retourne chez ses parents. Alors qu'Owen et Amelia se rapprochent à nouveau, Owen découvre que sa meilleure amie de longue date, Teddy Altman, est enceinte de lui. Amelia commence alors à coucher avec Link et découvre plus tard qu'elle est enceinte de son enfant. Elle doute cependant de la paternité du bébé, qui peut être aussi bien celui d'Owen que celui de Link. Il s’avère finalement que Link est bien le père de son enfant et elle donne naissance à leur fils dans la finale de la seizième saison. En plus de Meredith, Amélia considère Maggie comme sa sœur, les deux jeunes femmes sont très proches, d'ailleurs tous les membres de l'hôpital savent qu'elles sont sœurs.

## Développement

### Casting et création du personnage
Le 2 mars 2010, Scorsone a été recruté pour rejoindre le casting de la série Private Practice de Shonda Rhimes dans le rôle récurrent d'Amelia Shepherd, la sœur de Derek Shepherd personnage principal de la série mère, Grey's Anatomy. Eric Stoltz, qui réalisa le premier épisode où Amelia apparaissait, recommanda Caterina pour jouer le rôle. Stoltz avait déjà travaillé avec elle une décennie auparavant et avait remarqué la ressemblance de l'actrice avec Patrick Dempsey.
En plus d'être une grande fan de l'émission mère, elle a révélé plus tard qu'elle avait envisagé de devenir médecin après avoir regardé la première saison de Grey's Anatomy alors qu'elle terminait ses études : « Je me détendais après les examens en regardant avec frénésie la première saison de Grey's Anatomy. Quand je suis arrivé à la fin, je pensais que je voulais devenir médecin. Alors je suis allé à une série de conférences de la faculté de médecine et puis je me suis dit : « Je ne veux pas être médecin. En fait, je veux juste être dans Grey's Anatomy. » ».